# Klawiatura

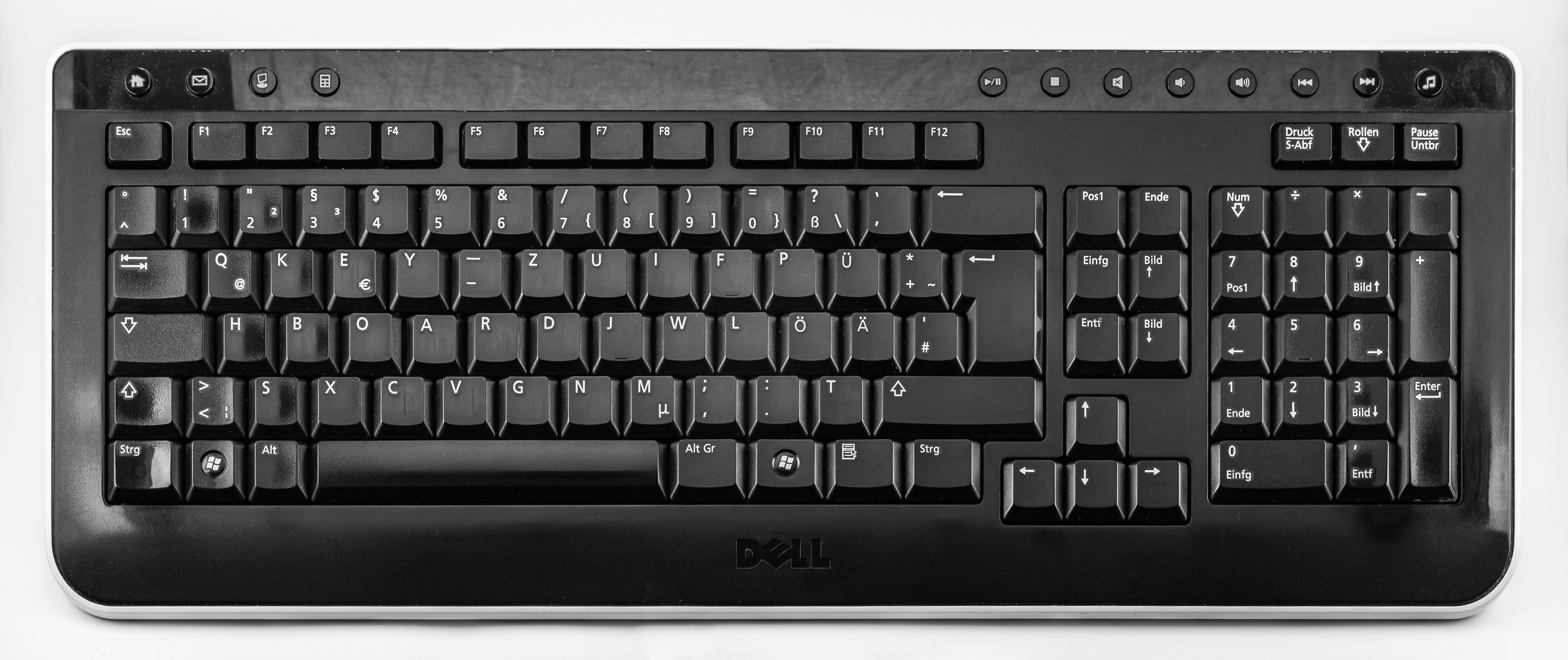
Standardowa klawiatura komputerowa

Klawiatura – zestaw klawiszy (przycisków), występujący w różnych urządzeniach: komputerach, maszynach do pisania, klawiszowych instrumentach muzycznych, kalkulatorach, telefonach, tokenach.

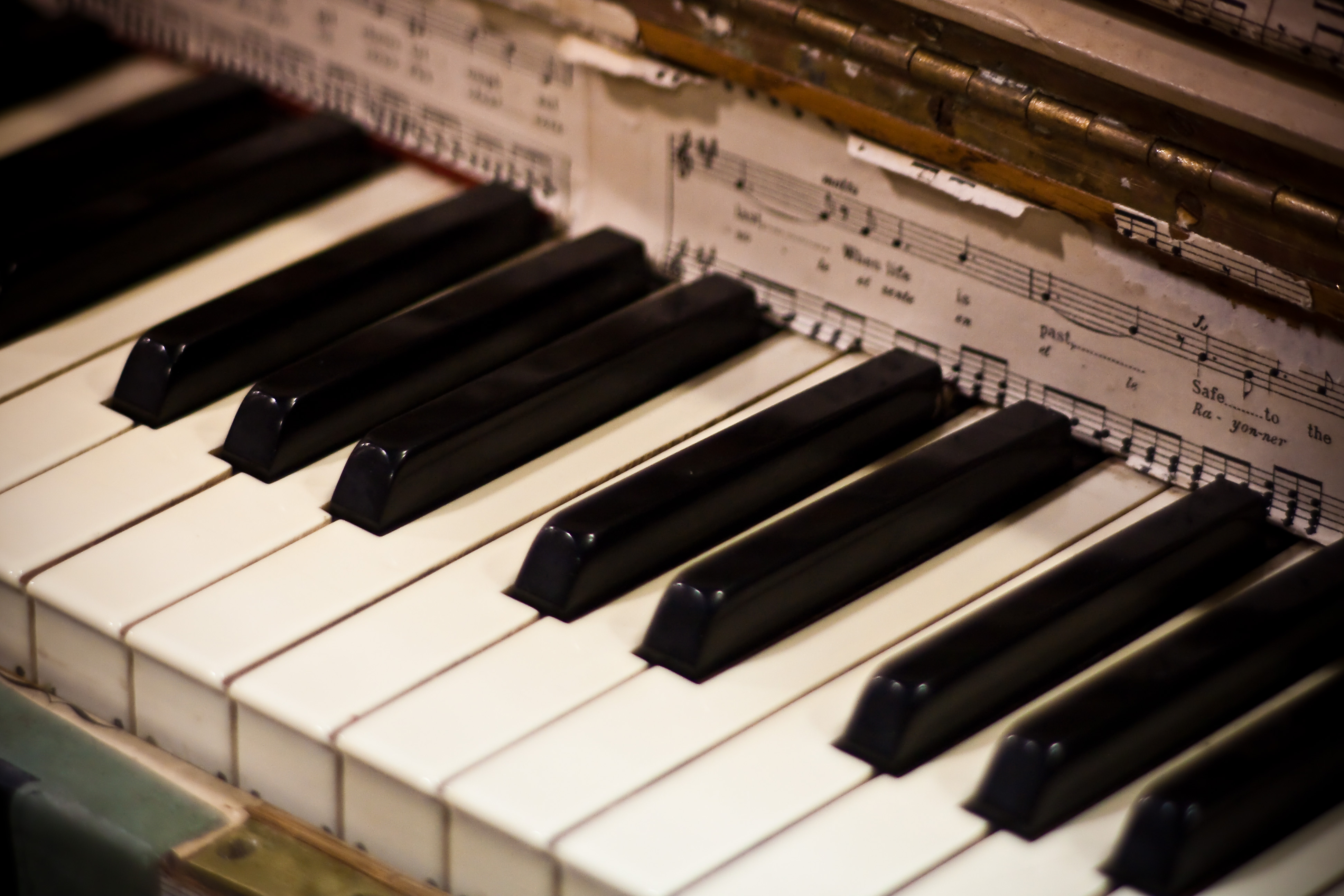
Klawiatura muzyczna (fortepianowa)
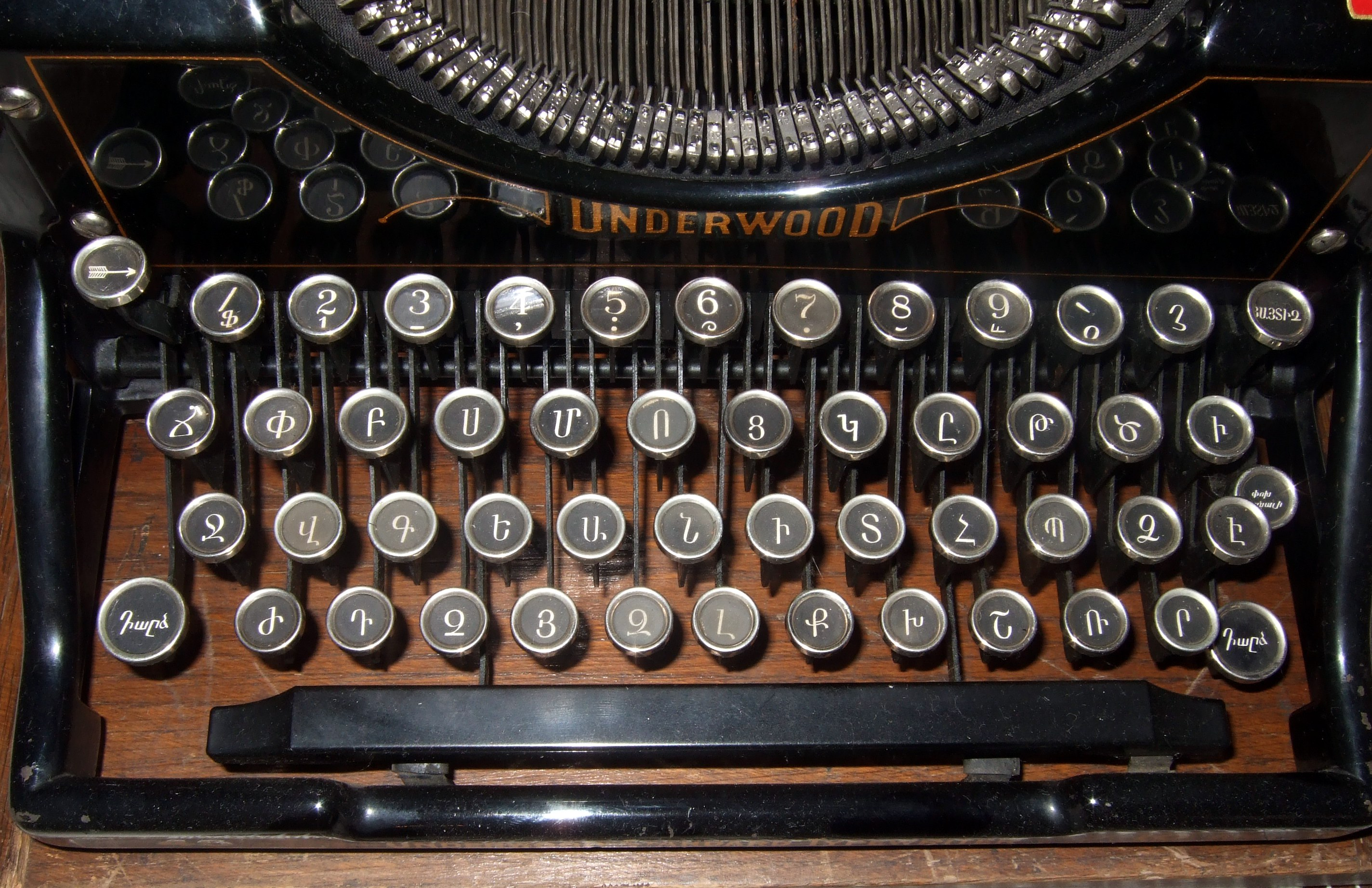
Klawiatura maszyny do pisania